# Остаци старе цркве у Палатни
Остаци старе цркве у Палатни налазе се у насељеном месту Палатна, на територији општине Подујево, на Косову и Метохији. Представљају непокретно културно добро као споменик културе.
У турском попису из 1455. године у Палатни је записано осам српских домова. Десетак километара од Врхлаба, утврђеног града краља Милутина, налази се село чији назив као и народно веровање указују на могућност да су и овде постојали дворови, односно палате српских средњовековних владара. На старом гробљу са каменим надгробним плочама, сачувани су темељи гробљанске цркве.

## Основ за упис у регистар
Решење Покрајинског завода за заштиту споменика културе у Приштини (Бр. 596 од 9. 12. 1965) Закон о заштити споменика културе (Сл. гласник НРС бр. 54/59).